# آلن گارنر (بازیکن فوتبال)
آلن گارنر (انگلیسی: Alan Garner; ۲ فوریهٔ ۱۹۵۱ – ۲۳ ژوئیهٔ ۲۰۲۰) بازیکن فوتبال اهل بریتانیا بود.
از باشگاه‌هایی که در آن بازی کرده‌است می‌توان به باشگاه فوتبال پورتسموث، باشگاه فوتبال لوتون تاون، باشگاه فوتبال میلوال، باشگاه فوتبال بارنت، و باشگاه فوتبال واتفورد اشاره کرد.